# Jannik Vestergaard
Jannik Vestergaard (Koppenhága, 1992. augusztus 3. –) német származású dán válogatott labdarúgó, az angol Leicester City hátvédje.

## Pályafutása

### Klubcsapatokban
Apja dán, míg anyja német származású. Korosztályos szinten a Frem, a København és a Brøndby csapataiban fordult meg. Profi karrierjét a német TSG 1899 Hoffenheim csapatánál kezdte meg 2010-ben. 2015 januárjában szerződtette a Werder Bremen. 2016. június 11-én csatlakozott a Borussia Mönchengladbach csapatához. 2018. július 13-án az angol Southampton klubjába igazolt négy évre. 2019. augusztus 31-én szerezte meg első gólját a Manchester United elleni bajnoki mérkőzésen. 2021. augusztus 13-án a Leicester City csapata szerződtette három évre.

### A válogatottban
Többszörös dán korosztályos válogatott. Részt vett a 2015-ös U21-es labdarúgó-Európa-bajnokságon és a 2018-as labdarúgó-világbajnokságon.